# Michael Louis Fitzgerald
Michael Louis Fitzgerald, M. Afr. (Walsall, Reino Unido, 17 de agosto de 1937) es un prelado católico británico de la Iglesia católica y un experto en relaciones cristiano-musulmanas.  Tiene el rango de arzobispo desde 2002. En su retiro en 2012 fue nuncio papal en Egipto y delegado en la Liga Árabe.  Dirigió el Pontificio Consejo para el Diálogo Interreligioso de 2002 a 2006.
Fitzgerald es uno de los principales expertos en Islam, relaciones cristiano-musulmanas y diálogo interreligioso en la jerarquía superior de la Iglesia Católica.  Sus publicaciones incluyen Dieu rêve d'unité. Les catholiques et les religions: les leçons du dialogue. Entretiens avec Annie Laurent (Paris, Bayard Presse, 2005) y (con John Borelli) Interfaith Dialogue. A Catholic View, (SPCK, London & Orbis Books, Maryknoll, NY, 2006) ambos traducidos al italiano.  Habla con fluidez el árabe.
El 1 de septiembre de 2019, el Papa Francisco anunció que lo haría cardenal el 5 de octubre de 2019.

## Primeros años y Educación
Michael L. Fitzgerald nació en Walsall, Reino Unido, el 17 de agosto de 1937, en una familia católica de ascendencia irlandesa, y asistió a la escuela secundaria Queen Mary's Grammar School.  Se unió al seminario juvenil de los Misioneros de África (Padres Blancos) a la edad de doce años, primero en Escocia, luego en el sur de Inglaterra.  Estudió filosofía durante dos años, el primero en Inglaterra y el segundo en Irlanda.  Hizo su noviciado en los Países Bajos desde 1956 hasta 1957 y continuó sus estudios teológicos desde 1957 hasta 1961 en Túnez, donde comenzó a aprender árabe y a adquirir algunos conocimientos del Islam.  El cardenal William Godfrey, arzobispo de Westminster, lo ordenó al sacerdocio de la Sociedad de Misioneros de África (Padres Blancos) el 3 de febrero de 1961.
Tras su ordenación en 1961, fue enviado a Roma para estudiar Teología Dogmática en la Pontificia Universidad Gregoriana.  Entre sus maestros estaba el teólogo jesuita Bernard Lonergan.  El Concilio Vaticano II (1962-1965) que brindó la oportunidad de asistir a conferencias de teólogos como Karl Rahner e Yves Congar.  Completó su doctorado en Teología en 1965 sobre la intención misionera en los escritos de los apologistas latinos.

## Académico, Maestro y Pastor
En 1965 comenzó una licenciatura en árabe en la Escuela de Estudios Orientales y Africanos (SOAS) de la Universidad de Londres, graduándose en 1968, con lo cual se convirtió en profesor en el IPEA (Institut Pontifical d'Études Arabes), más tarde renombrado Instituto Pontificio  de estudios árabes e islámicos (PISAI).
Después de un año dando conferencias en el PISAI, fue nombrado profesor en el Departamento de Estudios Religiosos de la Universidad de Makerere, Kampala, Uganda, donde impartió cursos sobre el islam para estudiantes musulmanes y cristianos.  En 1971 regresó a Roma para dedicarse a su enseñanza e intereses académicos en el PISAI.  De 1972 a 1978 fue director de PISAI.  Durante este período, Fitzgerald participó en la creación de Encuentro, Documentos para la comprensión cristiano-musulmana, una publicación periódica sobre el islam, y supervisó el lanzamiento de Islamochristiana, una revista académica especializada en relaciones entre cristianos y musulmanes y el diálogo interreligioso.  En 1972 se convirtió en consultor del Pontificio Consejo para el Diálogo Interreligioso, entonces conocido como Secretaría para los no cristianos.
En 1978 regresó a África para realizar trabajos parroquiales en el Sudán, en la ciudad de Nueva Halfa (Arquidiócesis de Jartum).  Sus deberes incluían ministrar a la población cristiana al tiempo que cooperaba con la comunidad musulmana.  En 1980 fue elegido miembro del Consejo General de los Misioneros de África en Roma, donde pasó seis años administrando y organizando.

## Consejo Pontificio para el Diálogo Interreligioso
En 1987 fue nombrado Secretario de la Secretaría para los No Cristianos, que pasó a llamarse Consejo Pontificio para el Diálogo Interreligioso (PCID) en 1988. En esa capacidad, Fitzgerald ayudó a redactar Diálogo y Proclamación, uno de los documentos de la Iglesia Católica sobre la relación entre el diálogo  y evangelización.  El 16 de diciembre de 1991, Fitzgerald fue nombrado obispo titular de Nepte.  Fue consagrado en la Basílica de San Pedro por el Papa Juan Pablo II el 6 de enero de 1992.
El 1 de octubre de 2002, el papa Juan Pablo lo nombró para suceder al cardenal Francis Arinze como presidente del PCID y también le otorgó el rango de arzobispo. Esto lo convirtió en el ciudadano británico de más alto rango en la Curia romana.

## Nuncio Apostólico
El 15 de febrero de 2006, Papa Benedicto XVI lo nombró Nuncio Apostólico a Egipto y Delegado a la Liga de Estados Árabes, su primer cargo diplomático. Fue uno de los pocos nuncios que no asistió a la Academia Eclesiástica Pontificia.  Según la BBC, "la decisión del pontífice nacido en Alemania ha causado revuelo. Los observadores del Vaticano están tratando de determinar si el movimiento es una degradación o un reconocimiento de los talentos especiales del arzobispo".  Fitzgerald dijo: "Mi experiencia en estudios árabes e islámicos probablemente se considera útil en este momento para el desarrollo de las relaciones con Egipto y el resto del mundo islámico". Un corresponsal del Vaticano calificó la reasignación de Fitzgerald como "la peor decisión del Papa hasta ahora" y la prensa notó su ausencia cuando el Papa Benedicto ofendió a los musulmanes con su conferencia de Ratisbona en septiembre de 2006.  La transferencia de Fitzgerald resultó ser parte de la reestructuración de Benedicto de los departamentos curiales para reorientar las discusiones interreligiosas con los no cristianos al unir el papel de presidente del PCID con el del Consejo Pontificio para la Cultura, una reestructuración que Benedicto inició en marzo de 2006  y revertido en junio de 2007.
Renunció a su cargo de nuncio en octubre de 2012.

## Retiro
Al retirarse permaneció en los Misioneros de África en Jerusalén hasta principios de 2019, cuando regresó a Inglaterra para trabajar en una parroquia de Liverpool.

## Cardenal
El 1 de septiembre de 2019, el Papa Francisco anunció su creación como Cardenal durante el consistorio celebrado el 5 de octubre siguiente.